# Sapporo
Sapporo (札幌市 Sapporo-shi?) este un municipiu din Japonia, centrul administrativ al prefecturii Hokkaidō. Este situat în sud-vestul insulei Hokkaido, fiind totodată și cel mai mare oraș de pe această insulă. Populația orașului în 2004 era de 1.849.650 locuitori.
La Sapporo s-au disputat Jocurile Olimpice de iarnă din 1972. Tot aici se desfășoară în fiecare iarnă, în luna februarie, Festivalul zăpezii din Sapporo  (さっぽろ雪まつり Sapporo yuki-matsuri), care atrage de fiecare dată un număr imens de vizitatori.

## Orașe înfrățite

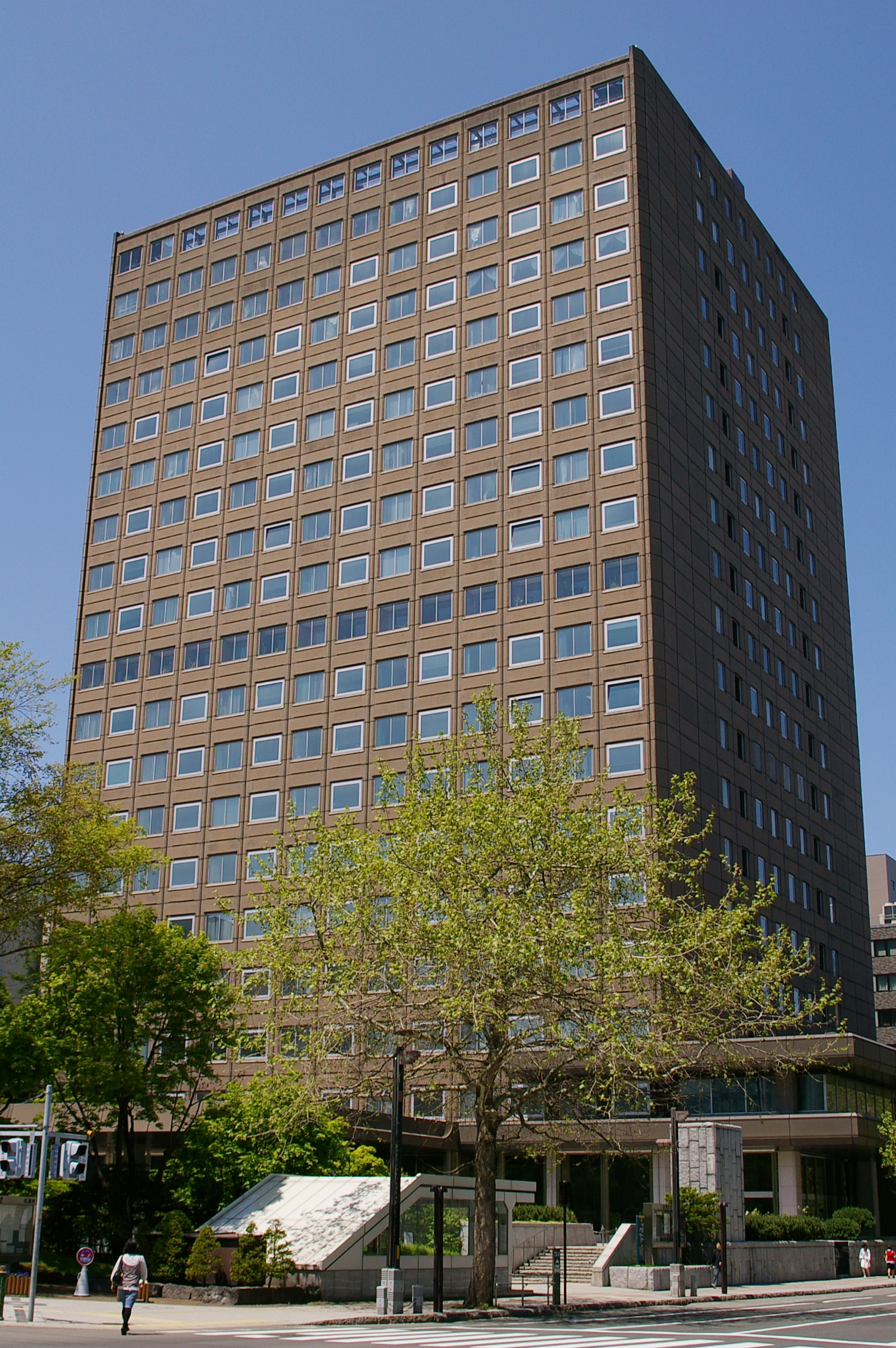
Primăria oraşului Sapporo

- Portland, Oregon, Statele Unite ale Americii, din 1959
- München, Germania, din 1972
- Shenyang, China, din 1980
- Novosibirsk, Rusia, din 1990